# Poltory komnaty, ili Sentimentalnoje putesjestvije na Rodinu
Poltory komnaty, ili Sentimentalnoje putesjestvije na Rodinu (russisk: Полторы комнаты, или Сентиментальное путешествие на Родину, da.: Halvandet værelse eller en sentimental rejse til moderlandet) er en russisk spillefilm fra 2009 instrueret af Andrej Khrzjanovskij. Filmen er baseret på Joseph Brodskys værker og biografi, herunder essayet "In a Room and a Half" fra 1986 med minder om opvæksten i Leningrad. 
Filmen modtog ved de russiske Nika Awards tre priser: Bedste film, Bedste instruktør og Bedste manuskript,  og modtog herudover prisen Bedste film ved afdelingen East of the West ved Karlovy Vary International Film Festival.

## Medvirkende
- Alisa Freindlich
- Sergej Jurskij
- Grigorij Ditjatkovskij som Joseph Brodsky